# Jean-François Klein
Jean-François Klein (* 8. März 1961 in Colmar; † 25. April 2018) war ein Schweizer Bauingenieur.
Klein studierte an der École polytechnique fédérale de Lausanne (EPFL) in Lausanne, an der er auch in Bauingenieurwesen promovierte.
Klein war beim Ingenieurbüro von René Walther Walther Mory Maier Bauingenieure AG in Basel und von 1993 bis 2007 beim 1970 gegründeten Ingenieurbüro Tremblet S.A. in Genf beschäftigt (ab 1995 als Partner), das 2007 in T-ingénierie umbenannt wurde.
Zu seinen Brückenbauten gehören die dritte Bosporus-Brücke in Istanbul (Yavuz-Sultan-Selim-Brücke, Tragwerksplanung mit T-ingénierie) mit Michel Virlogeux und die Brücke über die Fontaine-Schlucht auf Réunion.
2018 erhielt er die Freyssinet-Medaille und 1996 den Prix AFPC.

## Schriften
- Third Bosphorus Bridge - A masterpiece of sculptural engineering, in: Stahlbau, Band  86, Februar 2017, S. 160–166.
- mit Vincent de Ville de Goyet, Yves Duchêne, Michel Virlogeux: The behavior of the Third Bosporus Bridge related to wind and railway loads, in: Structural Engineering: Providing Solutions to Global Challenges, IABSE Conference, Genf, September 2015, S. 2109–2116.
- Apologia for „Sculptural engineering“, in: Providing Solutions to Global Challenges, IABSE Conference Genf, September 2015, S. 494–501.
- mit Jean-Marie Cremer, Jean-Yves Del Forno: The bridge over the „La Fontaine“ ravine, Réunion Island, in: Steel Construction, Band 4, März 2011, S. 1–6.
- Engineering and modern society – A tight mediation, fib Symposium 2004, Avignon, 26. bis 28. April 2004, 25–34.